# Guagno
Pour les articles homonymes, voir Guagno (homonymie).
Guagno est une commune française située dans la circonscription départementale de la Corse-du-Sud et le territoire de la collectivité de Corse. Elle appartient à l'ancienne piève de Sorroinsù dont elle était le chef-lieu, dans les Deux-Sorru.

## Géographie

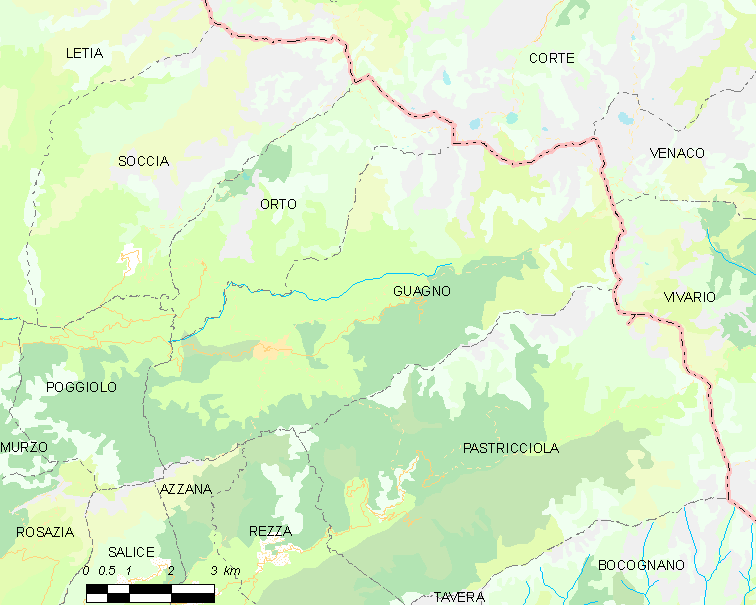

La commune française de Guagno s'étend sur 42,7 km2 et compte 160 habitants depuis le dernier recensement de la population datant de 2007. Avec une densité de 3,7 hab./km2, Guagno a connu une nette hausse de 15,1 % de sa population par rapport à 1999.
Entouré par les communes de Orto, Pastricciola et Rezza, Guagno est situé à 72 km au nord-est d'Ajaccio la plus grande ville à proximité. Situé à 752 mètres d'altitude, le village de Guagno a pour coordonnées géographiques Latitude : 42° 10' 7" nord, Longitude : 8° 56' 55" est. Guagno se trouve dans une région de lacs puisqu'à seulement quelques heures de marche du village nous retrouvons Crena et Ninu.
Le toponyme Guagno viendrait du mot « gualdagnu » qui exprimait un contrat entre un propriétaire d'animaux et un berger. Ce qui est certain c'est que Guagno a toujours été un village de bergers et d’éleveurs de porcs. Guagno apparaissait déjà sur les cartes du XVe siècle, il aurait été fondé au milieu du XVe siècle sous la république de Gênes.

### Voies de communication et transport

#### Accès routiers
Le village est distant, par route, de :
- 19 km de Vico,
- 33 km de Sagone,
- 39 km d'Évisa,
- 46 km de Cargèse,
- 47 km de Pastricciola,
- 49 km de Sari-d'Orcino,
- 64 km de Piana,
- 69 km d'Ajaccio,
- 105 km de Corte,
- 129 km de Propriano,
- 135 km de Calvi,
- 141 km de Sartène,
- 141 km de l'Île-Rousse,
- 149 km de Bastia,
- 152 km d'Aléria,
- 154 km de Saint-Florent,
- 154 km de Cervione,
- 186 km de Porto-Vecchio,
- 189 km de Rogliano,
- 192 km de Bonifacio.

## Urbanisme

### Typologie
Au 1er janvier 2024, Guagno est catégorisée commune rurale à habitat dispersé, selon la nouvelle grille communale de densité à sept niveaux définie par l'Insee en 2022.
Elle est située hors unité urbaine. Par ailleurs la commune fait partie de l'aire d'attraction d'Ajaccio, dont elle est une commune de la couronne,. Cette aire, qui regroupe 79 communes, est catégorisée dans les aires de 50 000 à moins de 200 000 habitants,.

### Occupation des sols

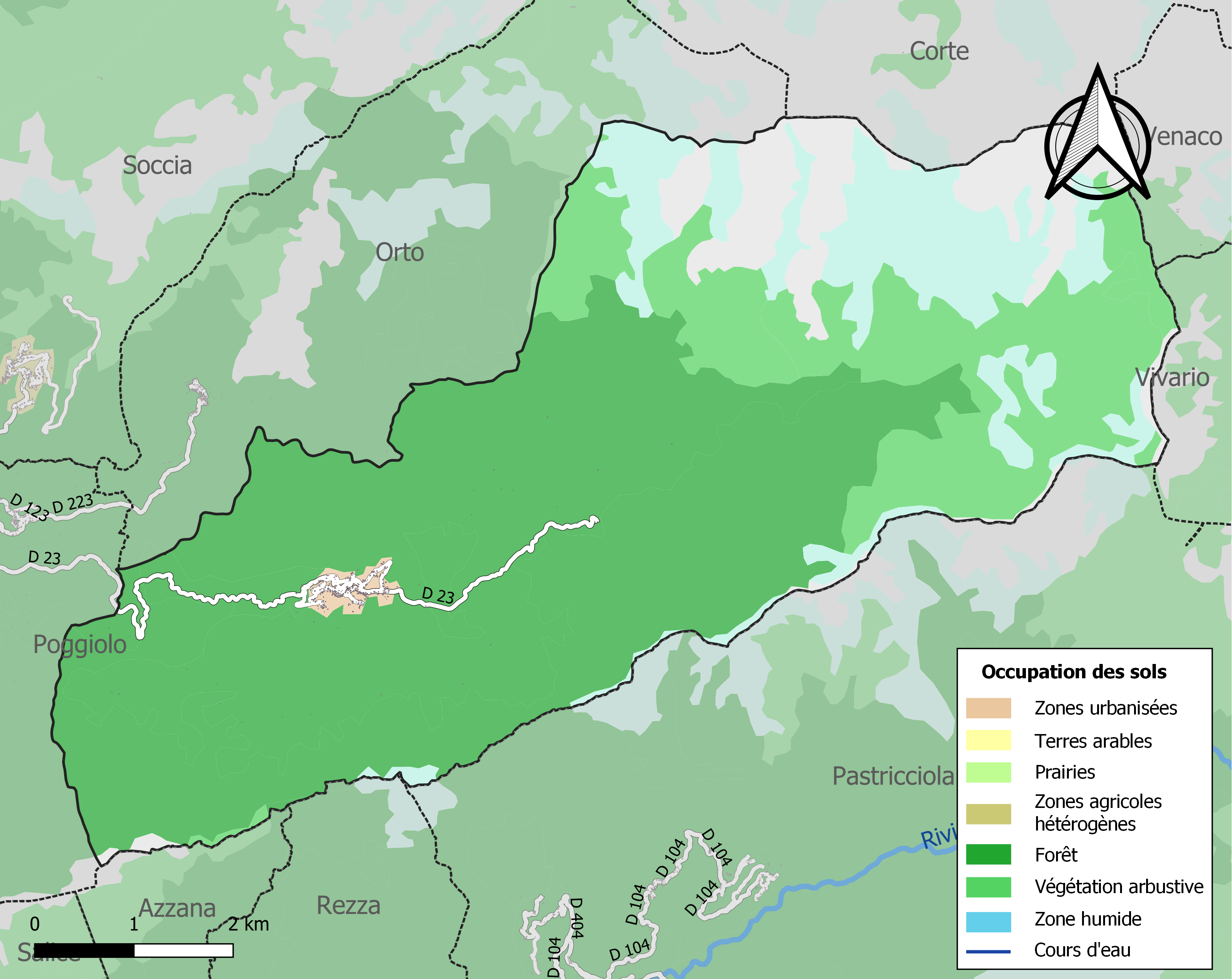
Carte de l'occupation des sols de la commune en 2018 (CLC).

L'occupation des sols de la commune, telle qu'elle ressort de la base de données européenne d’occupation biophysique des sols Corine Land Cover (CLC), est marquée par l'importance des forêts et milieux semi-naturels (99,2 % en 2018), une proportion identique à celle de 1990 (99,3 %). La répartition détaillée en 2018 est la suivante : forêts (59,2 %), espaces ouverts, sans ou avec peu de végétation (21,2 %), milieux à végétation arbustive et/ou herbacée (18,8 %), zones urbanisées (0,8 %).

## Toponymie
Guagno provient du mot gualdagnu qui désigne un contrat passé entre un propriétaire d'animaux et un berger. Plusieurs anciennes estives et bergeries existent sur la commune ; des éleveurs de porcs et des bergers vivent alors dans la région et transhument depuis le Liamone.

## Histoire
La présence de l’homme préhistorique est attestée sur le territoire avec le site de Castellu di Guagnu.
Guagno a été fondé au XVe siècle avant que Gênes ne cède la Corse à l'office de Saint Georges.
Des Guagnais fuient leur village pour aller s'installer à Pastricciola, dans la vallée du Cruzzini ; c'est comme cela que naît le proverbe : « Guagnais et Pastricciolais sont comme pères et fils » (Guagnesi è Pastricciulesi sò cum'è babbi è figlioli).
Cinquante Guagnais sont morts pour la France entre 1914 et 1945 : quarante lors de la Première Guerre mondiale et dix lors de la Seconde Guerre mondiale.

## Politique et administration
| Période                                  | Période  | Identité             | Étiquette | Qualité     |
| ---------------------------------------- | -------- | -------------------- | --------- | ----------- |
|                                          |          |                      |           |             |
| 1965                                     | 2008     | Jean-Antoine Gaffory | PS        |             |
| 2008                                     | En cours | Paul-Joseph Colonna  |           | agriculteur |
| Les données manquantes sont à compléter. |          |                      |           |             |

## Démographie
L'évolution du nombre d'habitants est connue à travers les recensements de la population effectués dans la commune depuis 1800. Pour les communes de moins de 10 000 habitants, une enquête de recensement portant sur toute la population est réalisée tous les cinq ans, les populations de référence des années intermédiaires étant quant à elles estimées par interpolation ou extrapolation. Pour la commune, le premier recensement exhaustif entrant dans le cadre du nouveau dispositif a été réalisé en 2007.

En 2022, la commune comptait 149 habitants, en évolution de −5,1 % par rapport à 2016 (Corse-du-Sud : +7,61 %, France hors Mayotte : +2,11 %).
| 1800 | 1806 | 1821 | 1831 | 1836 | 1841 | 1846 | 1851 | 1856 |
| ---- | ---- | ---- | ---- | ---- | ---- | ---- | ---- | ---- |
| 629  | 528  | 641  | 721  | 843  | 834  | 868  | 884  | 900  |

| 1861 | 1866 | 1872  | 1876  | 1881  | 1886 | 1891  | 1896  | 1901 |
| ---- | ---- | ----- | ----- | ----- | ---- | ----- | ----- | ---- |
| 891  | 936  | 1 031 | 1 079 | 1 074 | 970  | 1 067 | 1 129 | 800  |

| 1906 | 1911 | 1921 | 1926 | 1931  | 1936  | 1946  | 1954  | 1962 |
| ---- | ---- | ---- | ---- | ----- | ----- | ----- | ----- | ---- |
| 825  | 808  | 735  | 763  | 1 096 | 1 116 | 1 018 | 1 006 | 270  |

| 1968 | 1975 | 1982 | 1990 | 1999 | 2006 | 2007 | 2012 | 2017 |
| ---- | ---- | ---- | ---- | ---- | ---- | ---- | ---- | ---- |
| 269  | 253  | 242  | 145  | 139  | 152  | 154  | 142  | 165  |

| 2022 | - | - | - | - | - | - | - | - |
| ---- | - | - | - | - | - | - | - | - |
| 149  | - | - | - | - | - | - | - | - |

## Culture locale et patrimoine

### Lieux et monuments
- L'église Saint-Nicolas, construite en 1582, agrandie en 1883 et en 1902.
- Le monument aux morts Guagno à ses enfants morts pour la France[7].
- Le monument dédié à Circinellu, œuvre en granite du sculpteur Anthony Bargone[12],[Note 4].
- La maison natale de Circinellu.
- Le mont Tretorre.

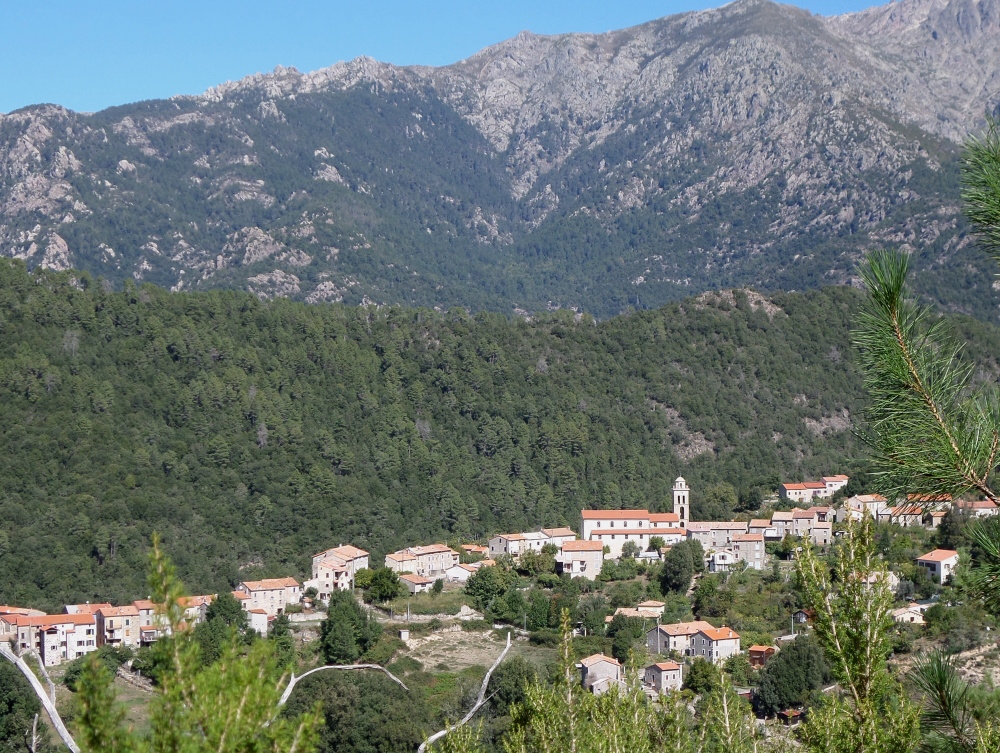
Haut du village côté sud.
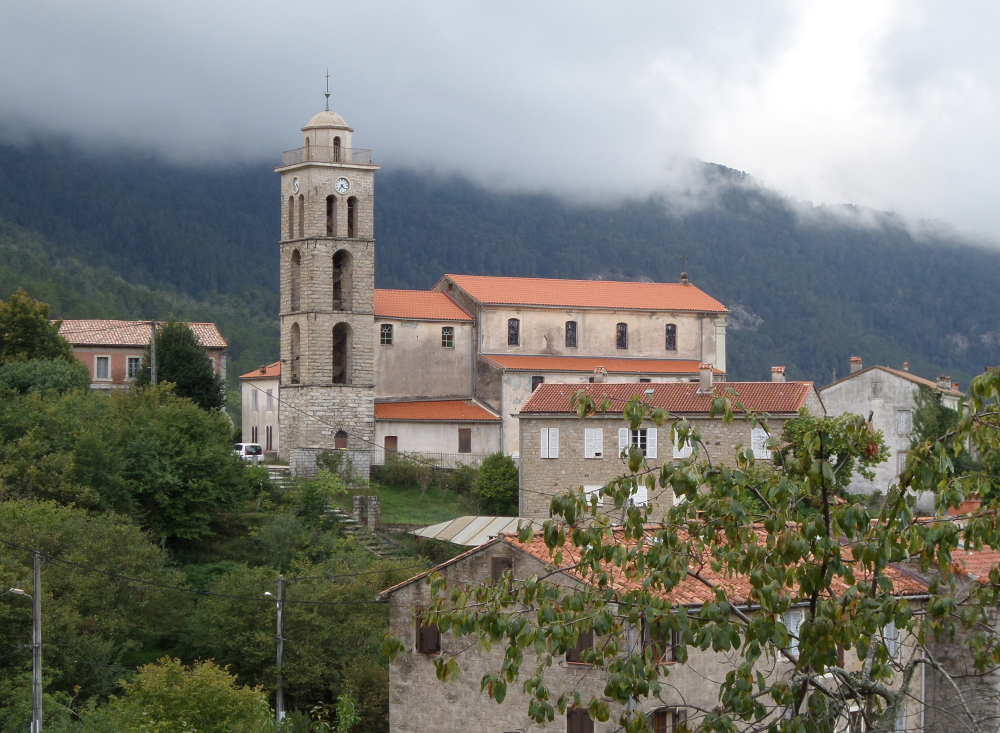
Église Saint-Nicolas.
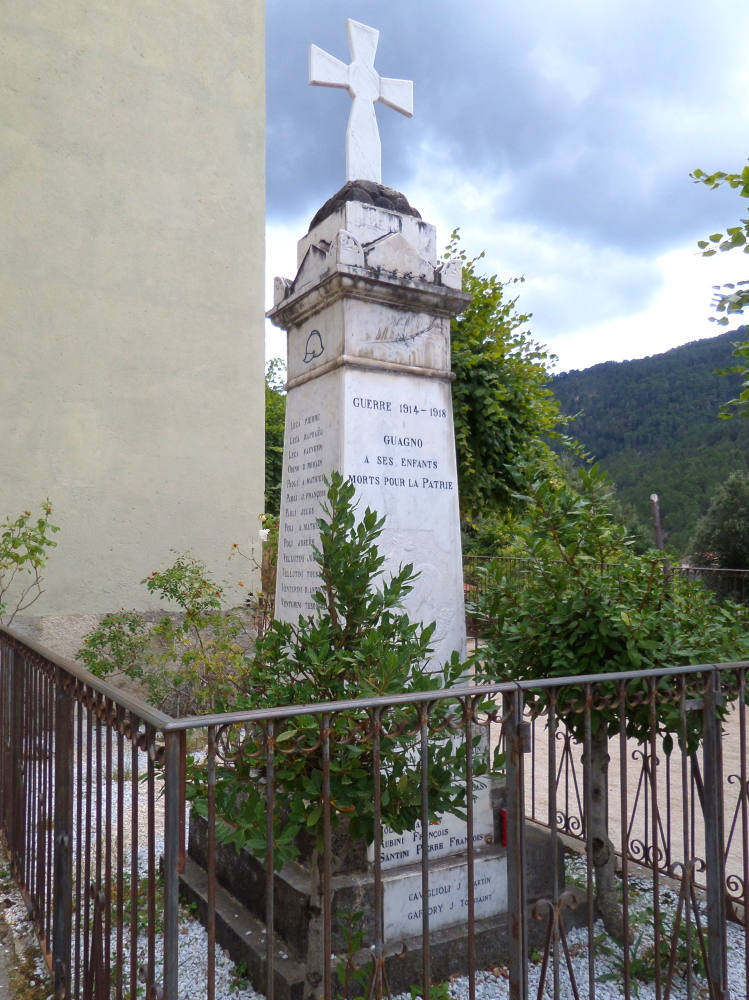
Monument aux morts.
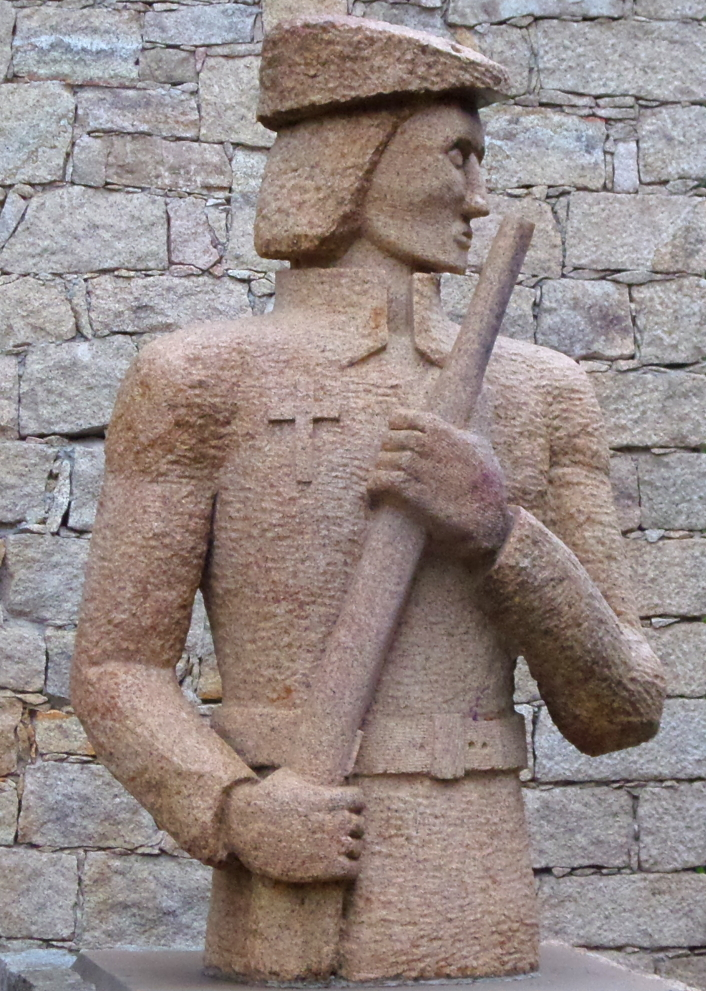
Statue de Circinellu devant la casa comuna.
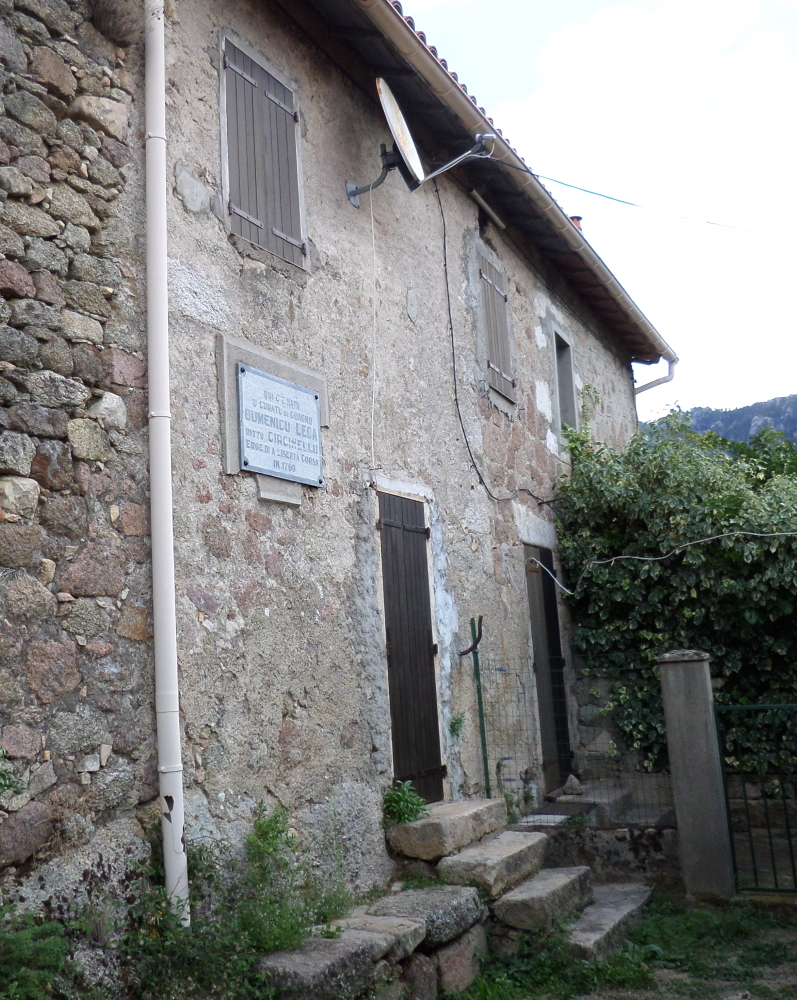
Maison natale de Circinellu.
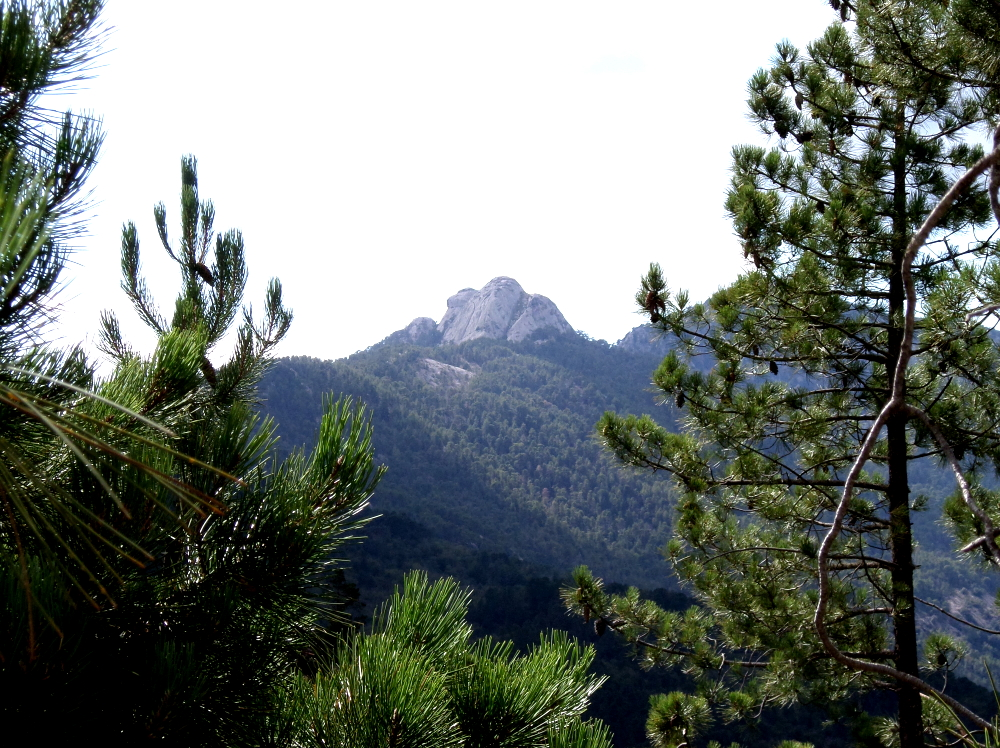
Mont Tretorre depuis Guagno.

### Personnalités liées à la commune
- Circinellu (1709-1771), prêtre patriote, héro de l'indépendance corse, est né à Guagno.
- Dominique-Marie Giovannoni (1768-1807), capitaine au bataillon des tirailleurs corses, est né à Guagno[13].
- Cipriani Franceschi (1773-1818), familier de Napoléon Ier et agent secret, est né à Guagno.
- Théodore Poli (1799-1831), célèbre bandit corse, est né à Guagno.
- Mathieu Flamini (né en 1984), footballeur international, est originaire de Guagno par sa mère née Caviglioli.